# Печура Сергій Павлович
Сергій Павлович Печура (латис. Sergejs Pečura, рос. Сергей Павлович Печура; народився 14 червня 1987 у м. Рига, СРСР) — латвійський хокеїст, центральний нападник. Виступає за «Крила Рад» (Москва) у Вищій хокейній лізі. 
Виступав за СК ЛСПА/Рига, ХК «Огре», ХК «Рига 2000», «Динамо» (Рига).
У складі національної збірної Латвії учасник чемпіонатів світу 2010 і 2011. У складі молодіжної збірної Латвії учасник чемпіонатів світу 2006 і 2007 (дивізіон I). У складі юніорської збірної Латвії учасник чемпіонатів світу 2004 (дивізіон I) і 2005 (дивізіон I).